# Ясашно-Барышево
Ясашно-Бары́шево (тат. Түбән Барыш, Ясаклы Бураш) — село в Апастовском районе Республики Татарстан, в составе Большекокузского сельского поселения.

## География
Село находится в Предволжье на реке Сухая Улема, в 20 км к северо-востоку от районного центра — посёлка городского типа Апастово.

### Климат
Климат в селе умеренно-континентальный, Dfb по классификации Кёппена. Средняя температура воздуха — 5,0 °C, среднегодовое количество осадков — 655 мм.

## История
Село основано во второй половине XVII века.
В XVIII – первой половине XIX веков жители относились к категории государственных крестьян. Основные занятия жителей в этот период – земледелие и скотоводство, были распространены мукомольный, кузнечный и красильный промыслы.
В «Списке населенных мест по сведениям 1859 года», изданном в 1866 году, населённый пункт упомянут как казённая деревня Ясачное Барышево 1-го стана Тетюшского уезда Казанской губернии. Располагалась при реке Малой Улеме, по левую сторону Казанского торгового тракта, в 45 верстах от уездного города Тетюши и в 35 верстах от становой квартиры в казённом селе Новотроицкое (Сюкеево). В деревне в 132 дворах жили 819 человек (407 мужчин и 412 женщин). Была мечеть. 
В начале XX века в селе функционировали мечеть, церковно-приходская школа (с 1900 года), 3 водяные и 5 ветряных мельниц, 2 крупообдирки, 2 кузницы, красильное заведение, 7 мелочных лавок. В этот период земельный надел сельской общины составлял 1787 десятин.
До 1920 года село входило в Старо-Барышевскую волость Тетюшского уезда Казанской губернии. С 1920 года в составе Тетюшского, с 1927 года – Буинского кантонов ТАССР. С 10 августа 1930 года в Апастовском, с 1 февраля 1963 года в Тетюшском, с 4 марта 1964 года в Апастовском районах.
С 1930 года село входило в сельхозартель «Ашлы куль».

## Население
| 1782 | 1859 | 1897 | 1908 | 1920 | 1926 | 1938 | 1949 | 1958 | 1970 | 1979 | 1989 | 2002 | 2010 | 2015 |
| ---- | ---- | ---- | ---- | ---- | ---- | ---- | ---- | ---- | ---- | ---- | ---- | ---- | ---- | ---- |
| 152  | 758  | 1539 | 1766 | 1752 | 1285 | 812  | 618  | 523  | 426  | 599  | 311  | 249  | 213  | 199  |

Национальный состав
Согласно результатам переписи 2002 года, в национальной структуре населения села татары составляли 88% из 249 человек.

## Экономика
Жители работают преимущественно в сельскохозяйственном предприятии «Свияга», занимаются полеводством, молочным скотоводством, овцеводством.

## Инфраструктура
В селе действуют детский сад, фельдшерско-акушерский пункт, сельский клуб. В селе 6 улиц. Через село проходит автомобильная дорога регионального значения «Казань - Ульяновск» — «Старое Барышево - Камское Устье» — Ясашно-Барышево.

## Религиозные объекты
Мечеть (1994 год).